# Cantón de Boussières
El cantón de Boussières era una división administrativa francesa, que estaba situada en el departamento de Doubs y la región de Franco Condado.

## Composición
El cantón estaba formado por veinte comunas:
- Abbans-Dessous
- Abbans-Dessus
- Avanne-Aveney
- Boussières
- Busy
- Byans-sur-Doubs
- Grandfontaine
- Larnod
- Montferrand-le-Château
- Osselle
- Pugey
- Rancenay
- Roset-Fluans
- Routelle
- Saint-Vit
- Thoraise
- Torpes
- Velesmes-Essarts
- Villars-Saint-Georges
- Vorges-les-Pins

## Supresión del cantón de Boussières
En aplicación del Decreto n.º 2014-240 de 25 de febrero de 2014, el cantón de Boussières fue suprimido el 22 de marzo de 2015 y sus 20 comunas pasaron a formar parte; diez del nuevo cantón de Besanzón-6, siete del nuevo cantón de Saint-Vit y tres del nuevo cantón de Besanzón-1.